# Mikołajów (rejon lwowski)
Mikołajów (ukr. Миколаїв, Mykołajiw) – wieś na Ukrainie, w obwodzie lwowskim, w rejonie lwowskim, w hromadzie Dawidów. 
W XIX wieku miejscowość należała do powiatu bóbreckiego. W II Rzeczypospolitej wieś również wchodziła w skład powietu bóbreckiego w województwie lwowskim. W 1944 roku nacjonaliści ukraińscy z OUN-UPA zamordowali tutaj 4 Polaków, 4 Ukraińców i 3 Rosjan[niewiarygodne źródło?].
W czasie okupacji niemieckiej polski mieszkaniec wsi Tadeusz Młodnicki ukrywał w swoim gospodarstwie Żydów, za co w 1978 roku Instytut Jad Waszem uhonorował go tytułem Sprawiedliwego wśród Narodów Świata